# Lirula nervisequa
Lirula nervisequa är en svampart. Lirula nervisequa ingår i släktet Lirula och familjen Rhytismataceae.

## Underarter
Arten delas in i följande underarter:
- nervisequa
- conspicua